# Ägyptisch-osttimoresische Beziehungen
Die ägyptisch-osttimoresischen Beziehungen beschreiben das zwischenstaatliche Verhältnis von Ägypten und Osttimor.

## Geschichte
Ägypten und Osttimor nahmen im April 2006 diplomatische Beziehungen auf.
Für die Übergangsverwaltung der Vereinten Nationen für Osttimor (UNTAET), die Unterstützungsmission der Vereinten Nationen in Osttimor (UNMISET) und die Integrierte Mission der Vereinten Nationen in Timor-Leste (UNMIT) stellte Ägypten 17 Polizeibeamte zur Verfügung.
Die Al-Azhar stellte fünf Stipendien für osttimoresische Studenten zur Verfügung und entsandte Imame nach Osttimor zur Religionslehre.
Im Juni 2009 besuchte Osttimors Honorarkonsul in Beirut Joseph Issa in Scharm asch-Schaich die Generalversammlung der Internationalen Organisation für erneuerbare Energien (IRENA). Im Juli begleitete er Außenminister Zacarias da Costa beim 15. Gipfeltreffen der Staats- und Regierungschefs der Bewegung der Blockfreien Staaten in Scharm asch-Schaich.

## Diplomatie

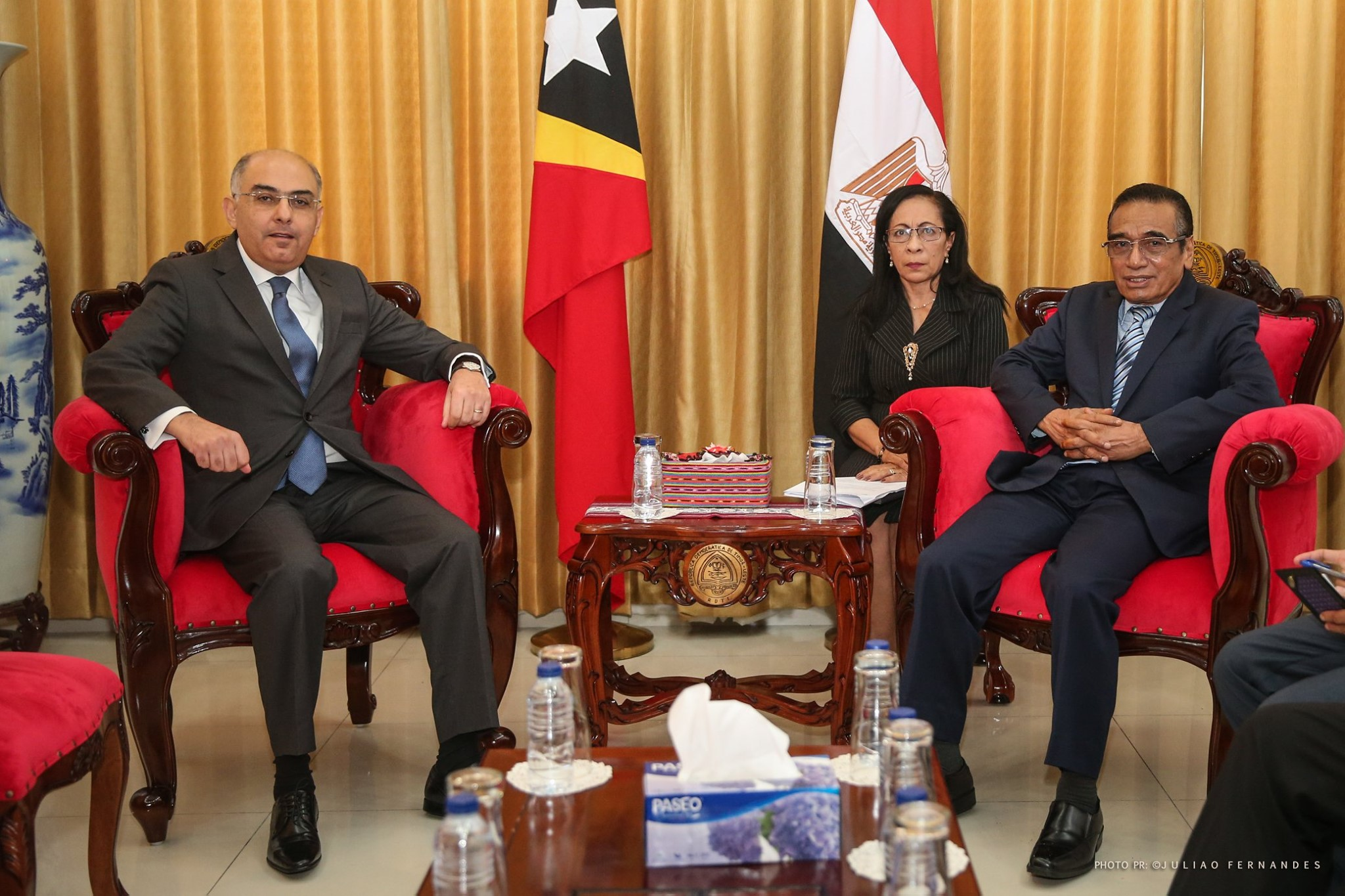
Ägyptens Botschafter Ashraf Mohamed Moguib Sultan bei Präsident Francisco Guterres

Die beiden Staaten haben keine Botschaft im anderen Land.
Für Osttimor ist der Botschafter Ägyptens im indonesischen Jakarta zuständig.
In Ägypten vertritt Osttimors Honorarkonsul in Beirut Joseph Issa das südostasiatische Land.

## Wirtschaft
Für 2016 registrierte das Statistische Amt Osttimors Importe aus Ägypten im Wert von 115.000 US-Dollar, womit Ägypten auf Platz 37 der osttimoresischen Importeure steht. Exporte oder Reexporte nach Ägypten gab es aus Osttimor nicht. 2018 taucht Ägypten in den Statistiken Osttimors nicht mehr als Handelspartner auf.

## Einreisebestimmungen
Für Osttimoresen gilt in Ägypten Visapflicht.